# Burgberg Svævebane
Burgberg Svævebane (på tysk: Burgbergseilbahn) er en svævebane i Bad Harzburg, Niedersachsen, Tyskland. Bad Harzburg ligger i Harzens nordlige udkant.
Banen, der blev bygget i 1929 af ingeniørfirmaet Bleichert, har en længde af 481 meter. Trækkablet (stålwire) har en diameter på 18 mm og det bærende kabel en diameter på 37 mm. Banen drives af en elektromotor på 39 hk og de to kabiner kan rumme op til 19 personer hver.
Burgberg Svævebane afgår fra dalstationen, der ligger på Bundesstraße 4 i Bad Harzburg og tillige rummer billetsalg m.m. De store gondoler bruger 3 minutter på at transportere passagererne op til Großer Burgberg (483 m.o.h.). Herfra er der panoramaudsigt over Bad Harzburg og de omkringliggende områder. Der er et glimrende kig over til Bloksbjerg og en række andre lokaliteter i Harzen.
Svævebanen har navn efter bjerget Großer Burgberg, der ligger i kanten af byen og som bl.a. rummer ruinerne af borgen Harzburg, der stammer fra det 11. århundrede. Banens topstation ligger tæt på ruinen og rummer bl.a. toiletfaciliteter. Mellem dal- og topstationen er der en højdeforskel på 186 m.
Den 2. april 2011 gik gæst nummer 25 millioner gennem tælleapparaterne til Burgberg Svævebane.

## Billedgalleri
- Den ene af de to svævebanekabiner
- Topstationen set fra en af gondolerne
- Dalstationen set fra en af gondolerne, maj 2009
- Dalstationen
- Et kig nedad fra topstationen

## Links
- Svævebanen på Lift-World
- Svævebanens hjemmeside Arkiveret 30. december 2011 hos  Wayback Machine

51°52′16″N 10°33′52″Ø / 51.87111°N 10.56444°Ø